# Tang Xuanzong
Tang Xuanzong (kinesiska: 唐玄宗, pinyin Táng Xuánzōng, Wade-Giles T'ang Hsüan-tsung), även kallad Ming Huang (kinesiska: 明皇), "Den lysande kejsaren", född 685, död 762, var Tangdynastins sjunde kejsare och regerade år 712 till 756. Hans 44 år som regent var den längsta regeringstiden för Tangdynastins kejsare. Det var under Tang Xuanzongs regeringstid som Tangdynastin nådde sin höjdpunkt, men även början på dynastins fall under An Shi-upproret år 755 till 763. Hans personliga namn var Li Longji (kinesiska: 李隆基, Lǐ Lōngjī).
Li Longji var son till Tangdynastins femte kejsare Tang Ruizong och växte upp under sin farmor Wu Zetians regim (690-705). Hans far återtog makten i en statskupp men abdikerade efter bara ett par år på tronen och lämnade den därmed åt Longji, som tog namnet Xuanzong. En av kejsar Xuanzongs första åtgärder blev att inskränka sitt hov och minska sitt harem, och han skickade många av sina konkubiner tillbaka till deras familjer. Han sände även framgångsrikt ambassader bortåt Indus och Kaspiska havet för att sprida Kinas inflytande. Han fick hegemoni över de turkiska stammarna i Centralasien, och år 713 kom en ambassad från kalifen i Badgad som blev högtidligen mottagen fast ambassadörerna inte föll på sitt ansikte inför kejsaren av religiösa skäl. Efter kejsarens samtal med ambassadörerna var det därefter fred i Centralasien mellan de båda stormakterna i nästan fyrtio år. Inrikespolitiskt utfärdade han förbud för buddhister och taoister att bygga nya tempel och pagoder, och dessutom tvingades 12 000 buddhistmunkar och nunnor lämna sina kloster för att börja arbeta. Istället infördes ett riksomfattande skolväsende, med påbud år 738 att skolor skulle finnas i alla städer.
År 745 gjorde Xuanzong bekantskap med sin artonde sons bihustru, som var känd för sin skönhet, goda sångröst och stora skicklighet i dans. Hon flyttades därför över till hans eget harem där hon gjordes till Kejserlig konkubin av tredje graden, och blev känd som Yang Guifei. Yang ledde kejsaren till att fokusera mer på nöjeslivet i sin huvudstad Chang'an, med dess kejserliga palats och parker samt hovets poeter, musikanter och dansare.
Samtidigt skedde dock uppror i västra delen av riket. Generalen Gao Xianzhi kämpade mot en antikinesisk koalition efter att ha avrättat kungen av Tasjkent, och i slaget vid Talas år 751 blev hans här förintad. Detta ledde till att underkuvade stammar reste sig överallt, och Kinas välde i Centralasien störtade totalt samman. Riket drabbades samma år av en tibetansk invasion av Tarimbäckenet, förluster mot Nanzhaoriket i söder och en över nordgränsen framstormande tungusisk hord som besegrade en ditsänd kinesisk här ledd av Xuanzongs och Guifeis gunstling An Lushan. Xuanzong hemkallade An Lushan året efter förlusten, men förlät denne och gav honom nytt befäl. När An Lushan tre år senare fått armén stridsberedd igen gjorde han dock oväntat uppror mot kejsar Xuanzong, som tvingades fly med hela sitt hov från huvudstaden till sydvästra delen av landet. I en by på flyktvägen gjorde några av hans officerare myteri och lynchade statsministern Yang Guozhong, kusin med Guifei, när han förhandlade med en tibetansk ambassad. Officerarna krävde sedan att Xuanzong skulle utlämna Guifei till dem som delaktig i hennes kusins påstådda förräderi. Kejsaren nödgades då låta döda henne, och hon stryptes av hans övereunuck. Han reste vidare nästa dag, men träffade då på sin son som övertalade honom att abdikera. Sonen blev kejsare under namnet Suzong och reste norrut för att värva allierade mot upproret, och efterhand kunde Xuanzong återvända till Chang'an.
Enligt en känd kinesisk saga gjorde kejsar Tang Xuanzong ett besök på månen, dit han förhjälptes av en trollkarl vid namn Lo Kung-yüan som slängde sin stav upp i luften och på så sätt bildade en skimrande bro till himlakroppen. På månen sjöng och dansade sköna kvinnor för kejsaren, vilket inspirerade honom till att på jorden skapa en liknande verksamhet, vilket blev ett slags operasällskap vid namn Päronträdgården efter den plats i palatsområdet där det uppträdde. Ensemblen är mycket berömd och existerade även i sinnevärlden.

## Regeringsperioder
- Xiantian 先天 712[6]
- Kaiyuan 开元 713–741[6]
- Tianbao 天宝 742–755[6]